# Ovča
Ovča (cyr. Овча) – miasto w Serbii, w mieście Belgrad, w gminie miejskiej Palilula. W 2011 roku liczyło 2742 mieszkańców.